# Arthraxon castratus
Arthraxon castratus là một loài thực vật có hoa trong họ Hòa thảo. Loài này được (Griff.) V.Naray. ex Bor mô tả khoa học đầu tiên năm 1940.